# Palácio de Vilalva
Palácio de Vilalva, é um edifício de arquitetura, localizado na freguesia de São Sebastião da Pedreira, em Lisboa.
Construído no século XIX por José Maria Eugénio de Almeida, é reconhecido pelos seus parquets, fornecidos pelo belga Pierre-Joseph Godefroy.
Entre 1946 e a sua extinção em 2006, o Governo Militar de Lisboa esteve sedeado no local.
Desde novembro 2023, é a sede do Provedor de Justiça.

## Galeria

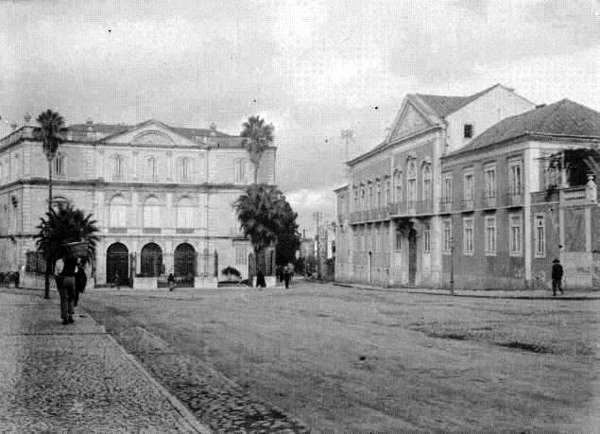
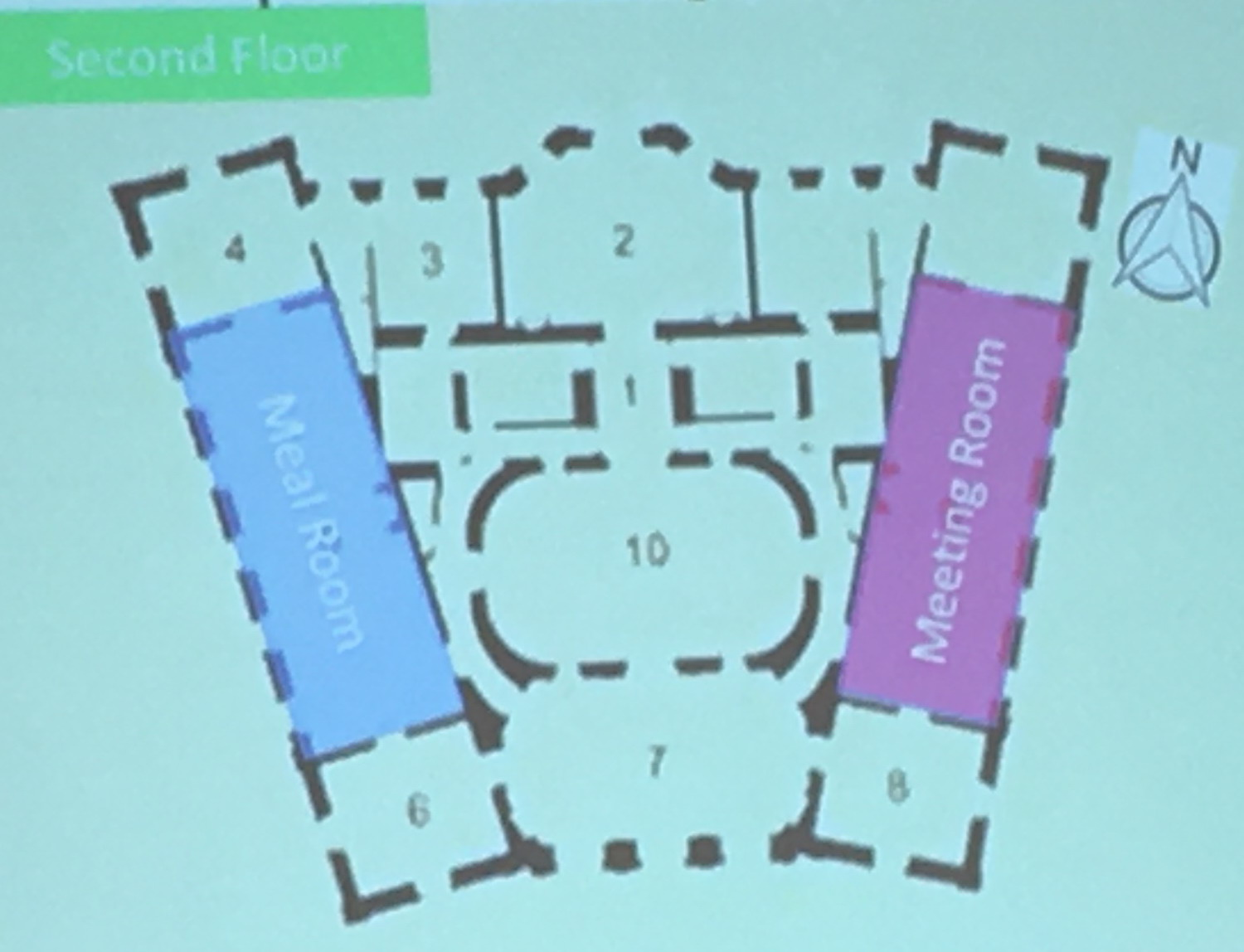
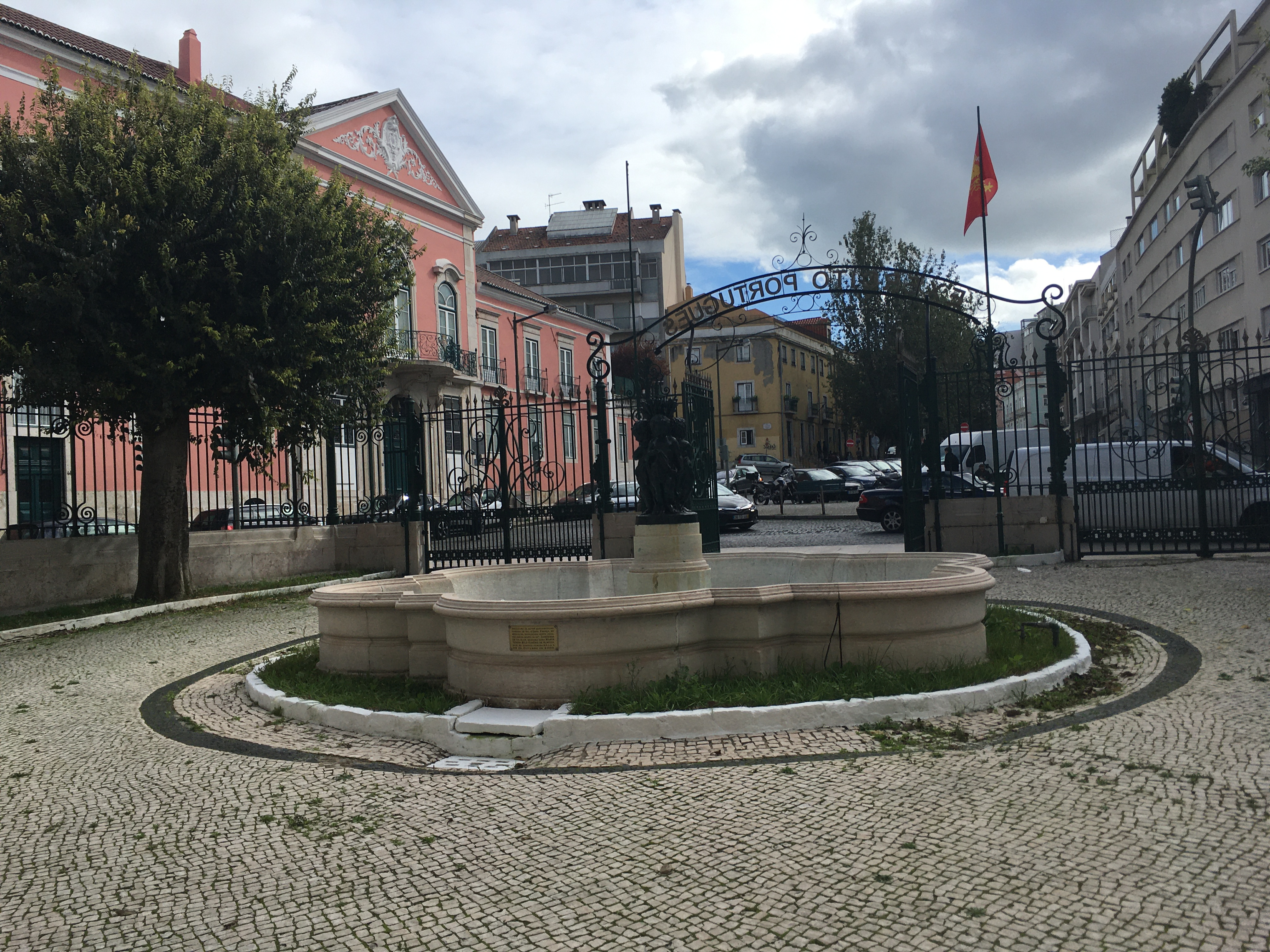
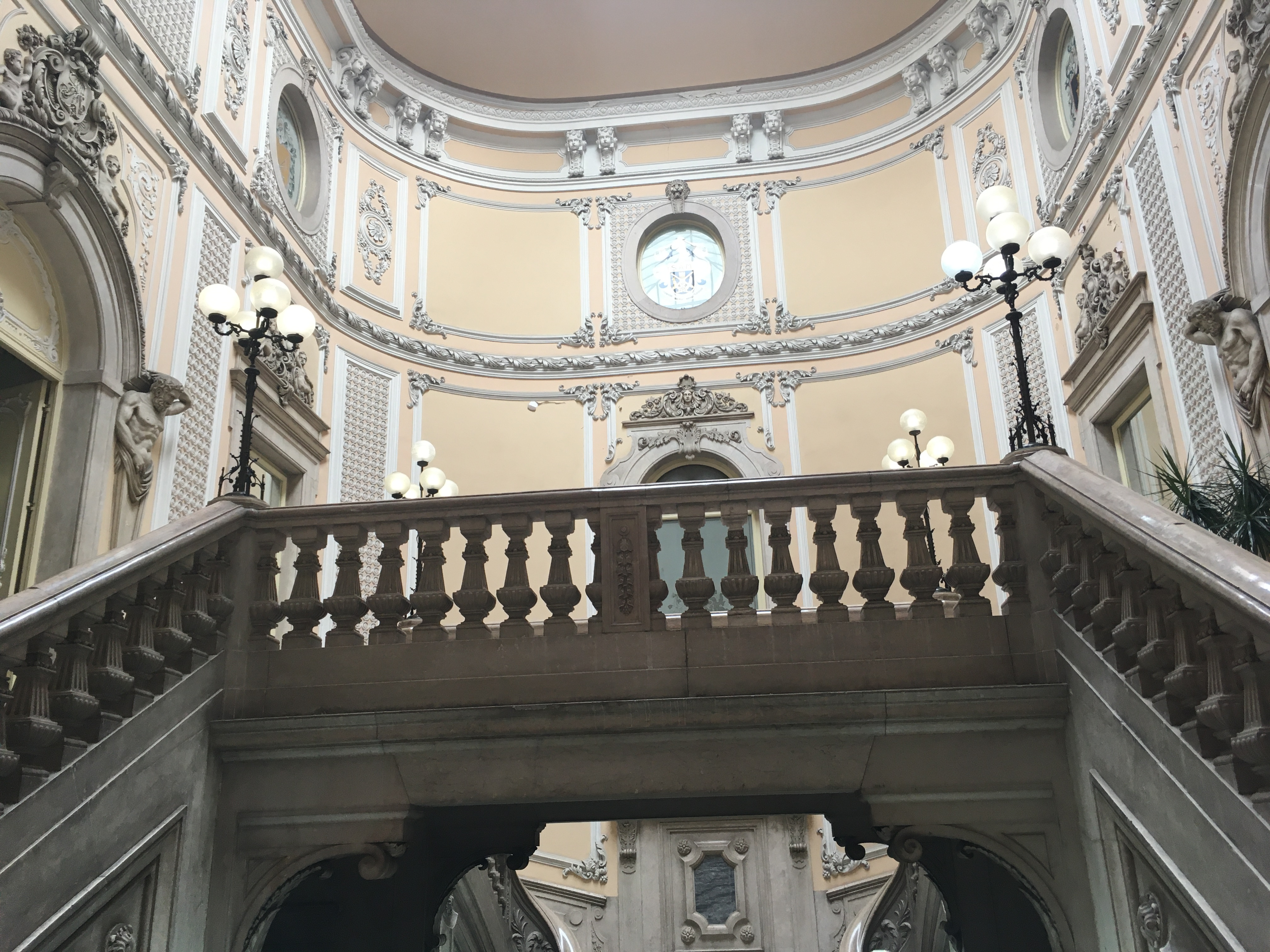
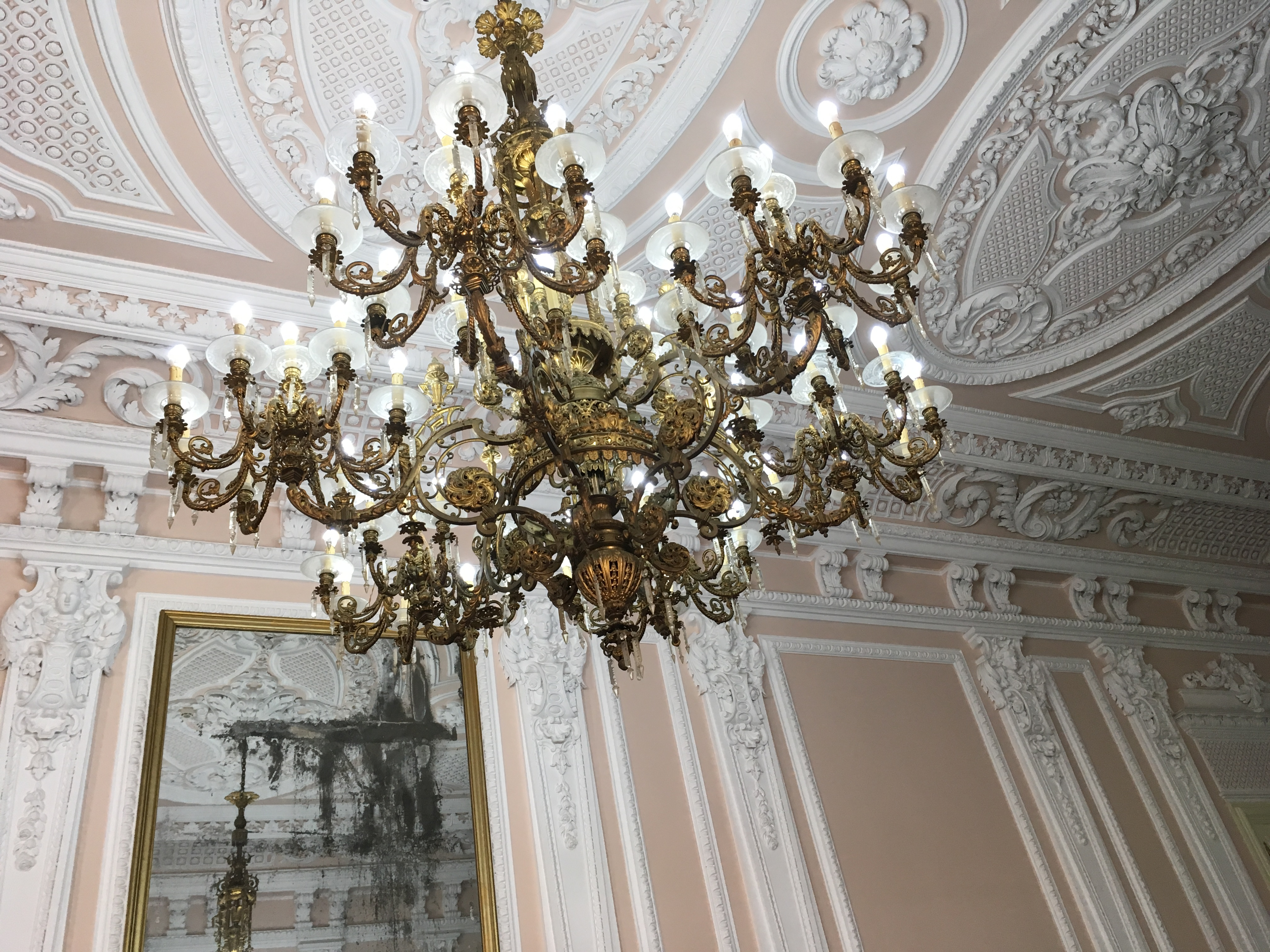
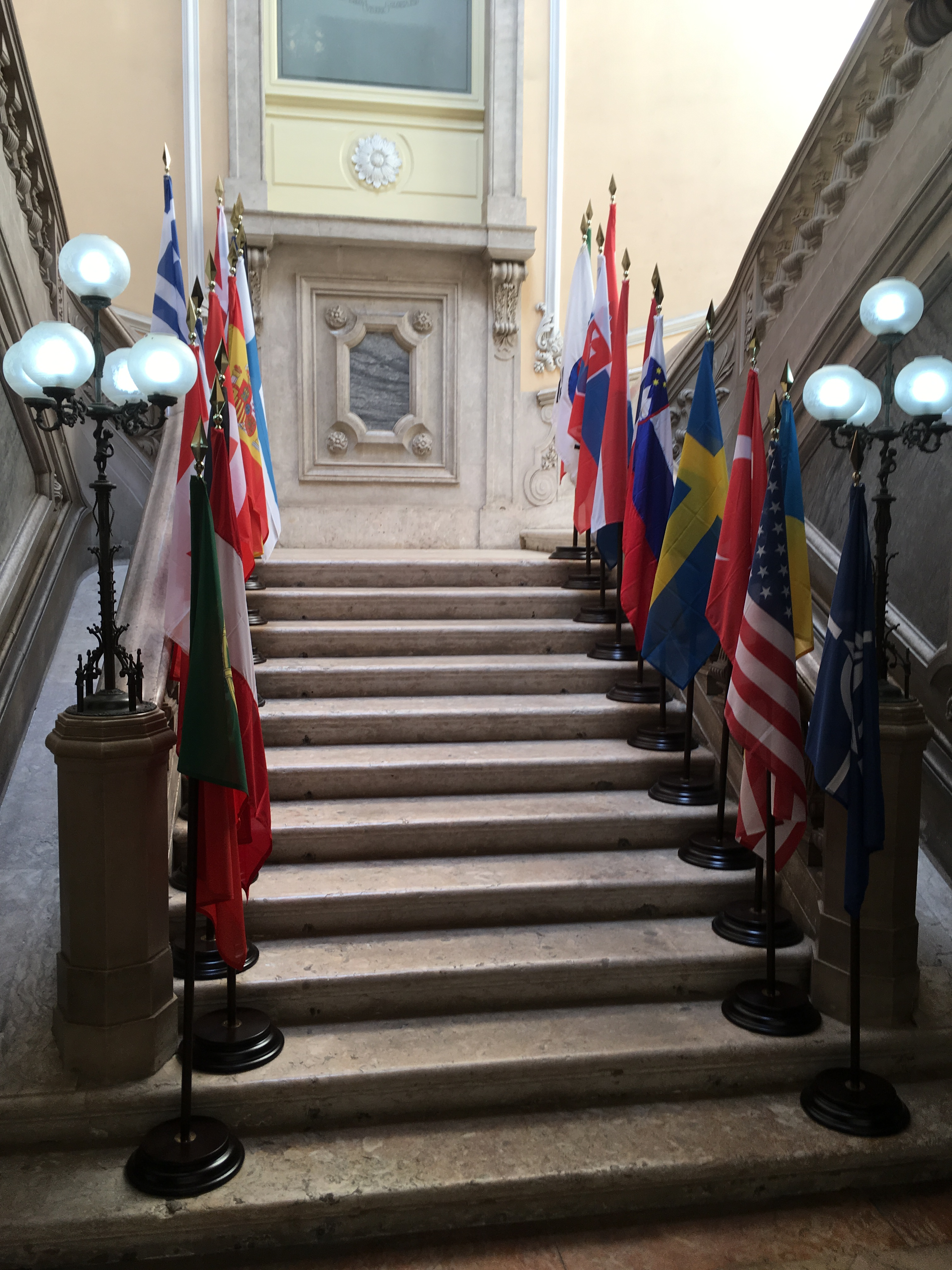
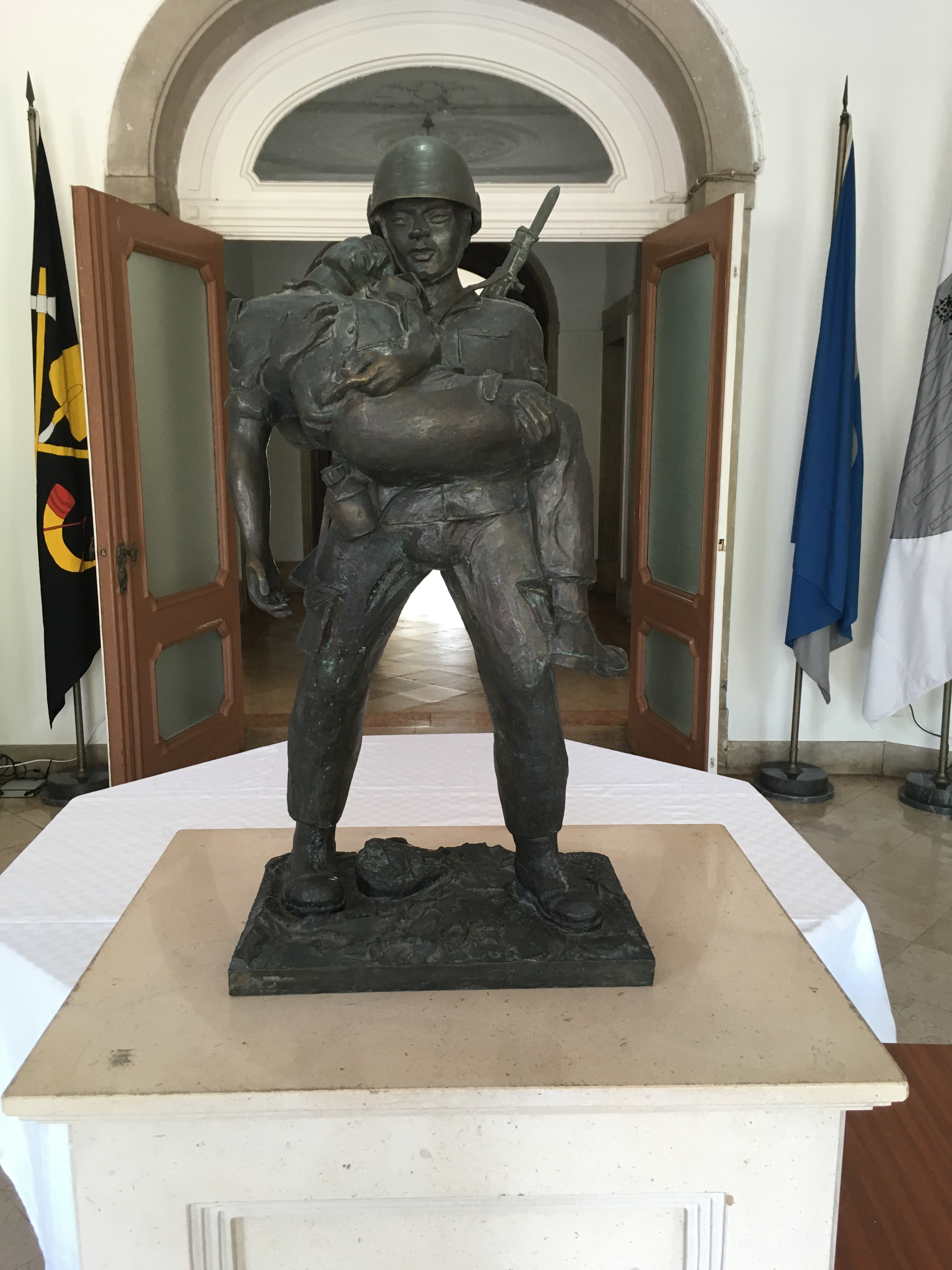
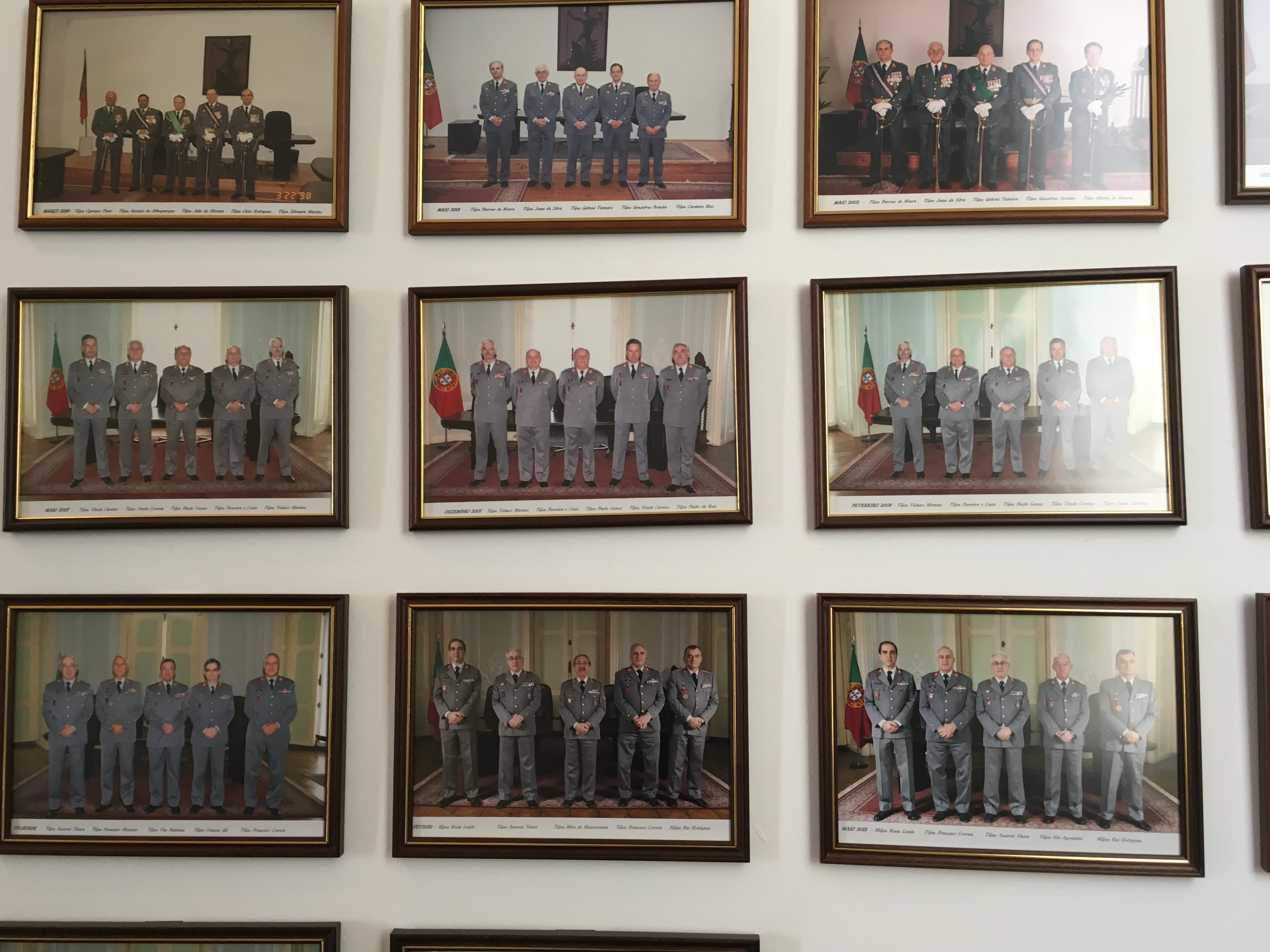
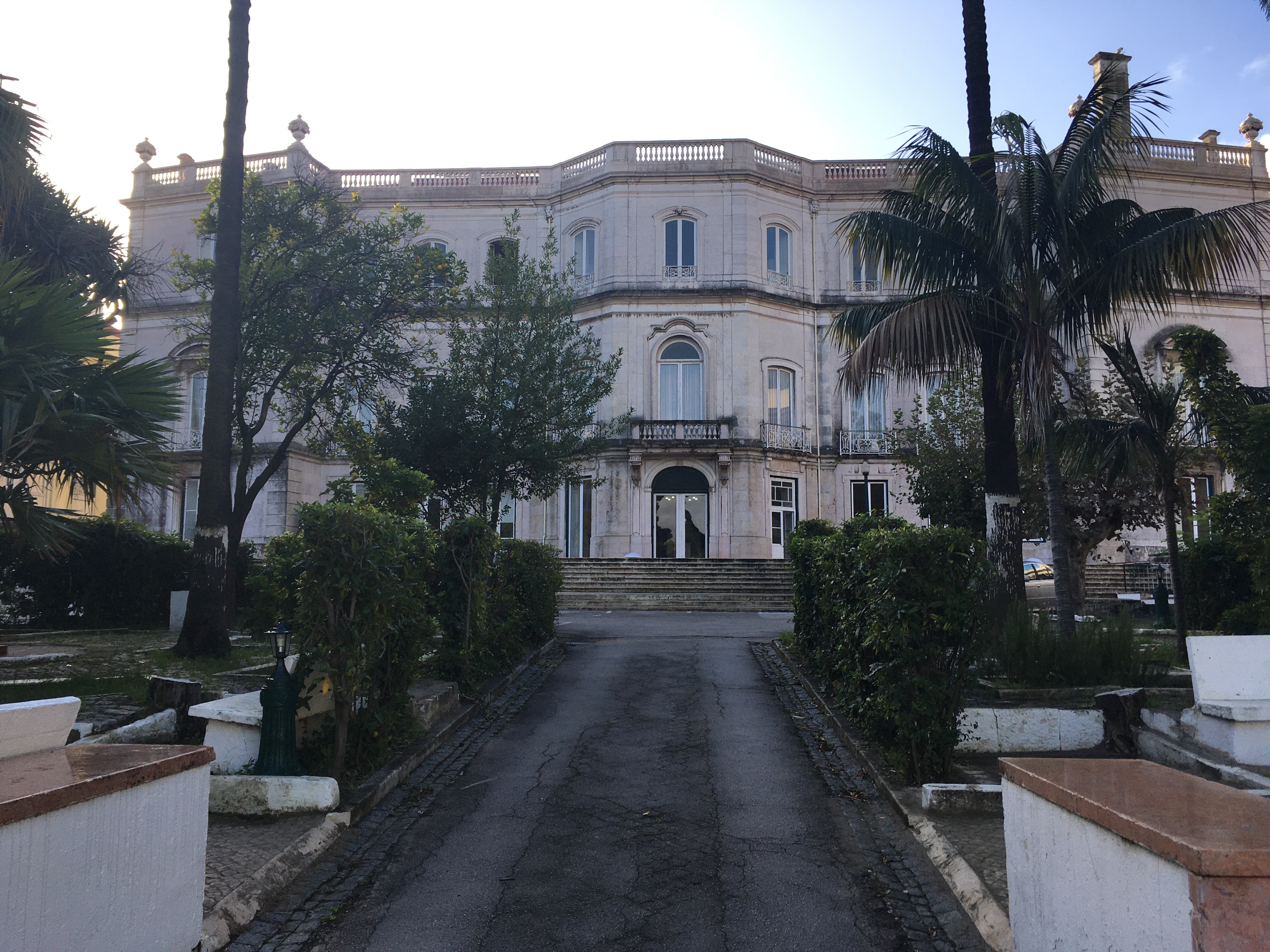
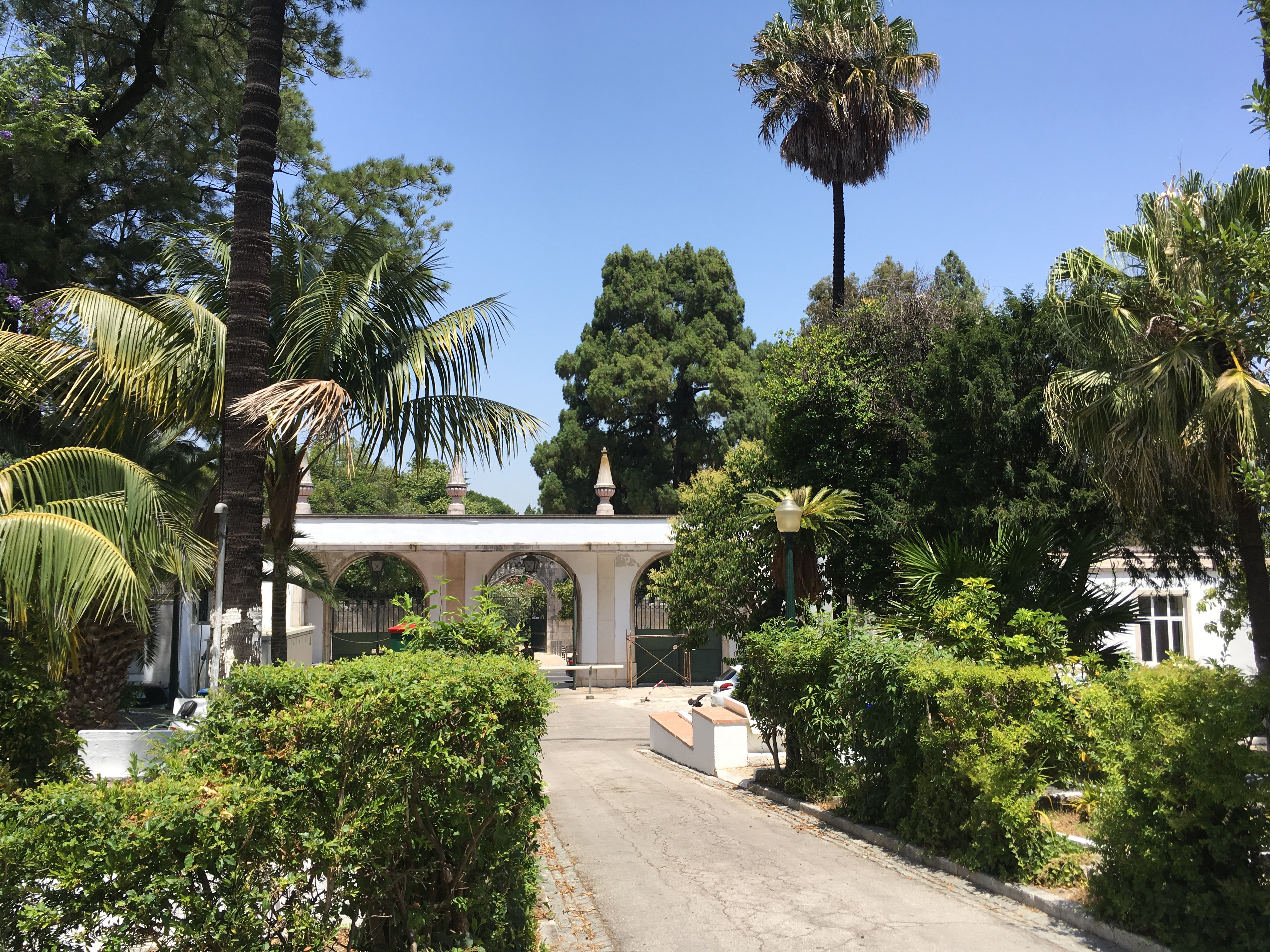